# Rosyjska Armia Wyzwoleńcza
900 tys.

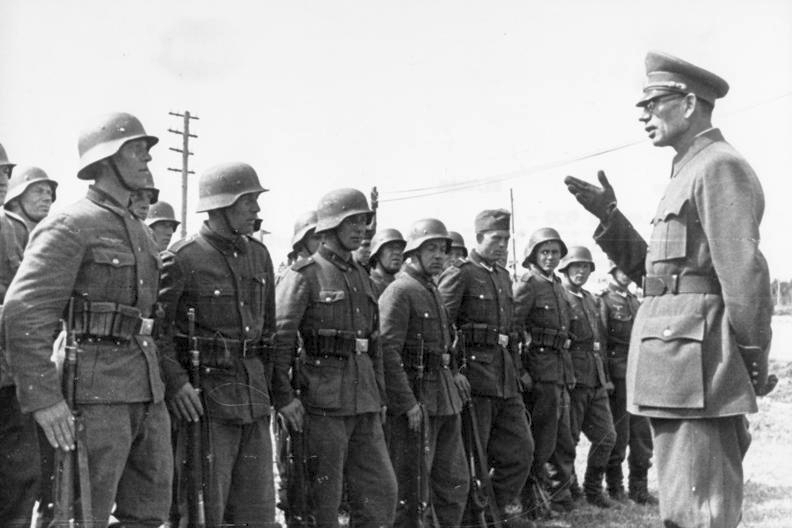
Generał Andriej Własow wśród żołnierzy Rosyjskiej Armii Wyzwoleńczej

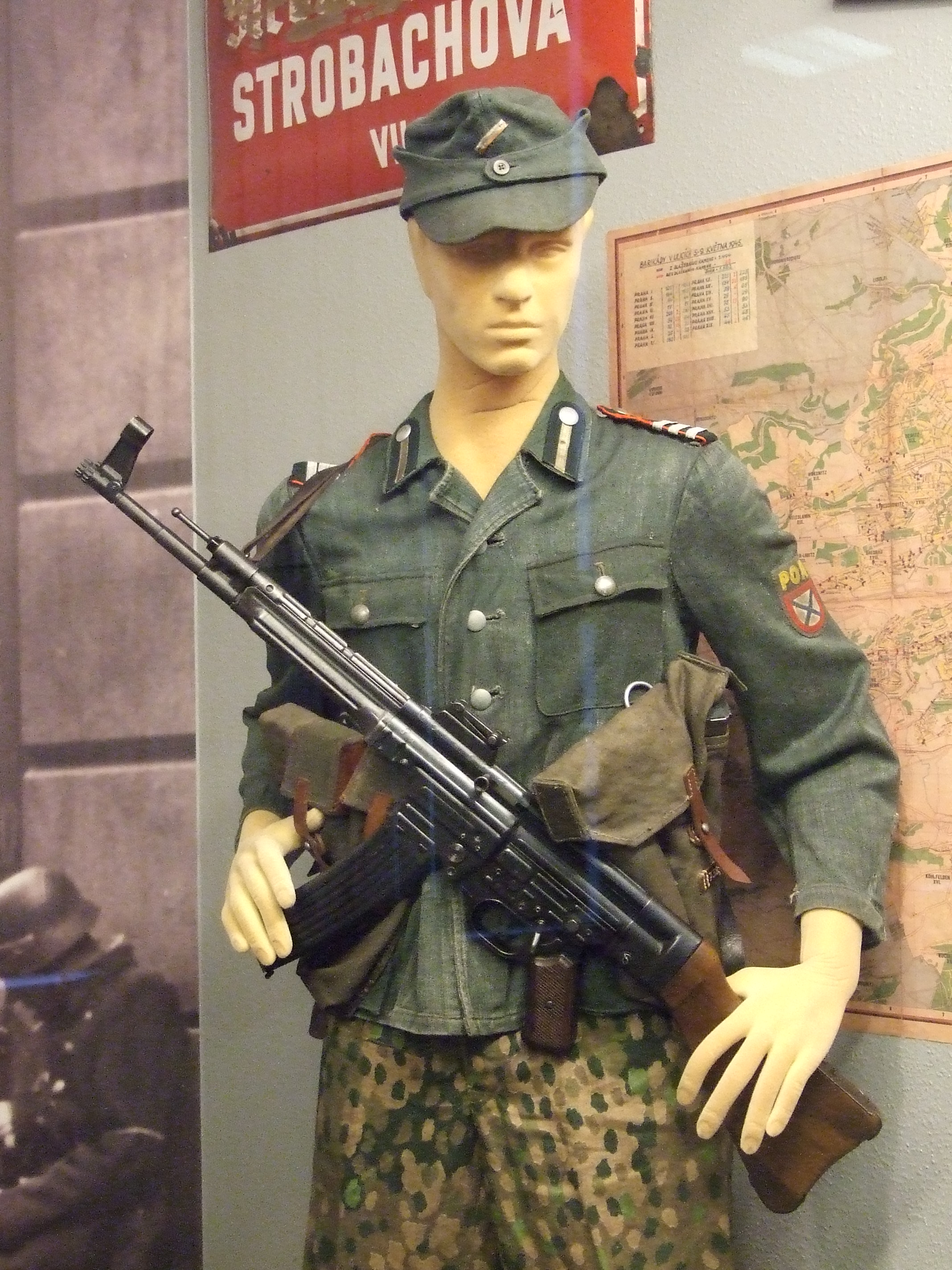
Mundur żołnierza ROA w muzeum wojskowym w Žižkovie

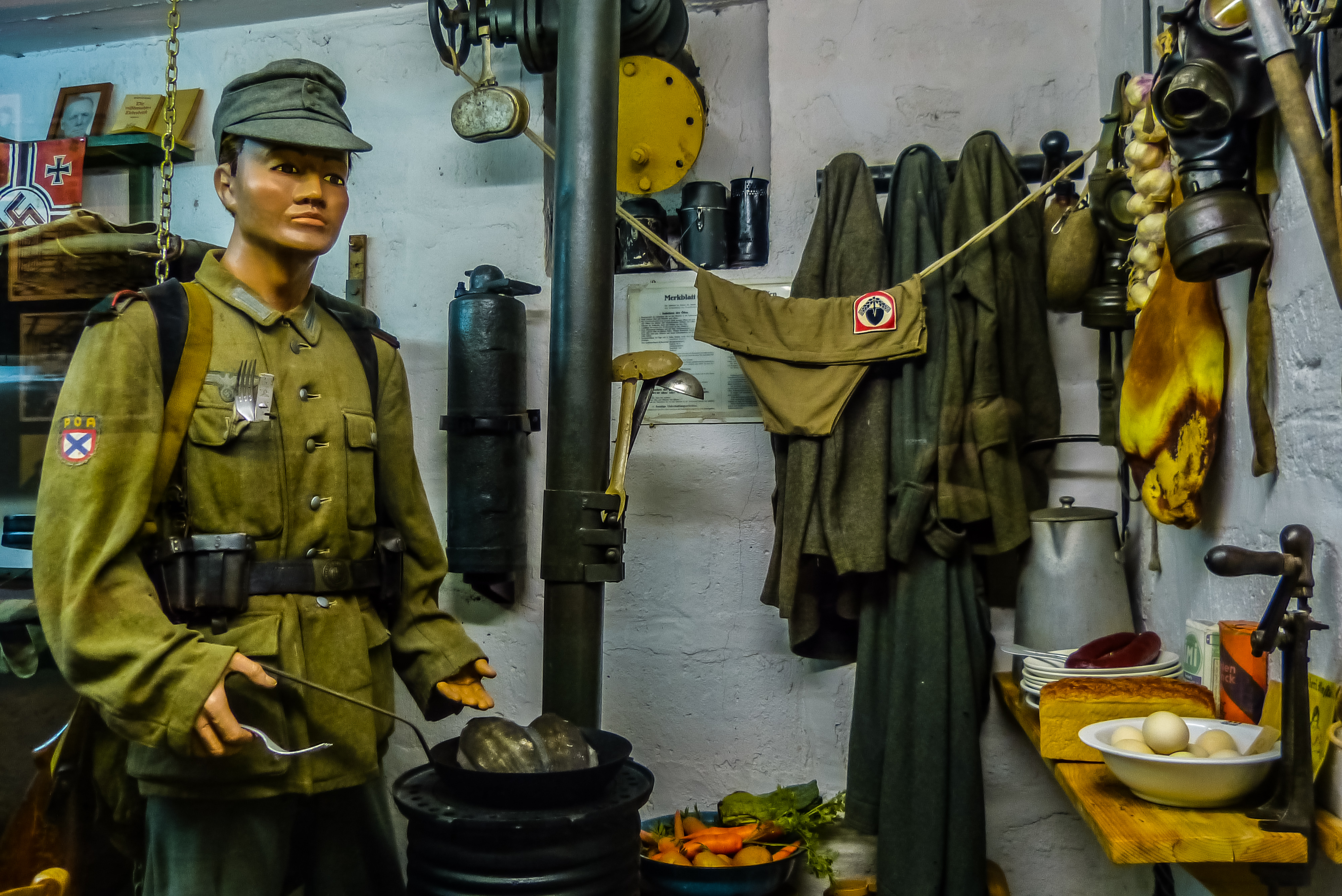
Mundur żołnierza ROA w muzeum Le Grand Bunker w Ouistreham we Francji

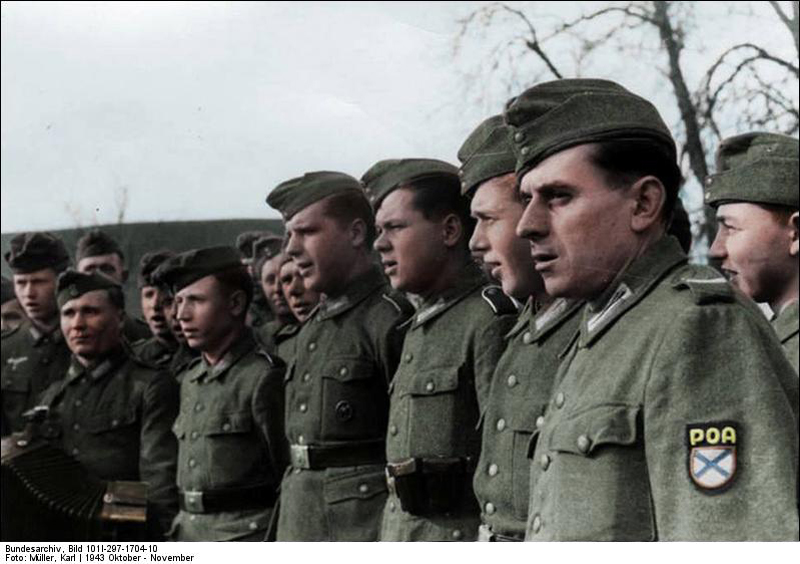
Żołnierze ROA we Francji, 1944

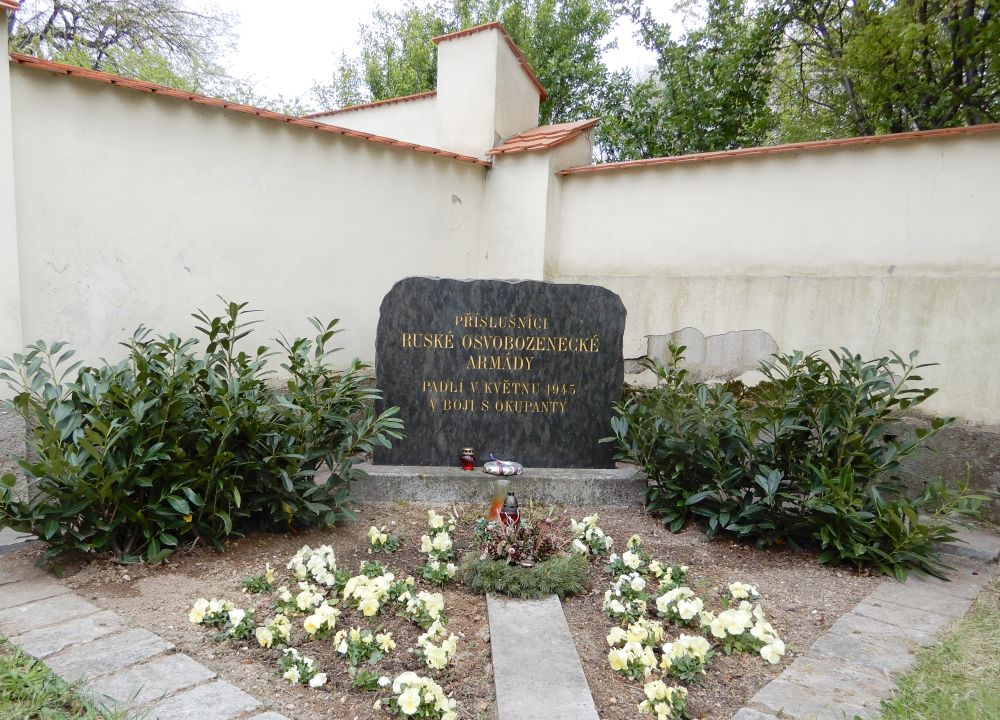
Grób żołnierzy ROA na cmentarzu Ruzyňskim

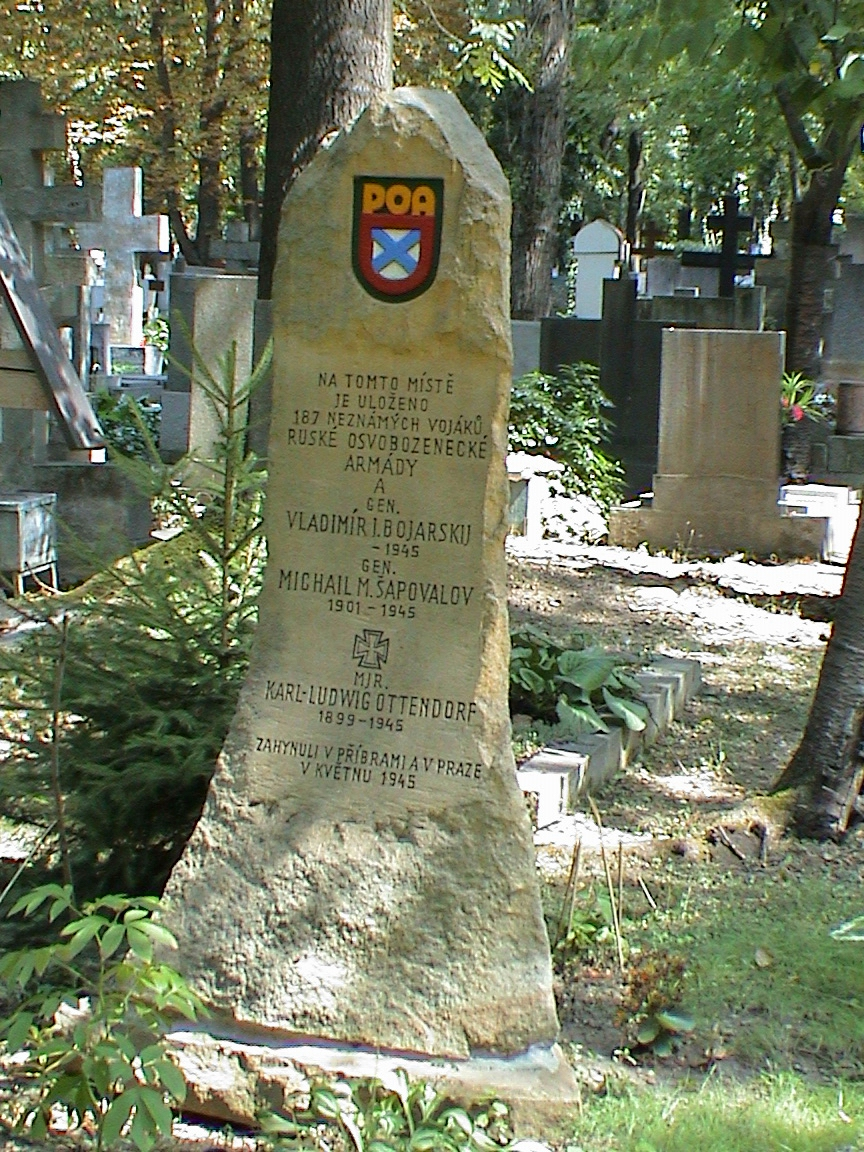
Masowy grób 187 żołnierzy ROA na cmentarzu Olszańskim w Pradze

Rosyjska Armia Wyzwoleńcza (niem. Russische Befreiungsarmee, ros. Русская освободительная армия, Russkaja oswoboditielnaja armija, ROA) – kolaboracyjna formacja zbrojna utworzona 27 grudnia 1942 z radzieckich jeńców wojennych przez reżim III Rzeszy. Od listopada 1944 podporządkowana  Komitetowi Wyzwolenia Narodów Rosji. Naczelnym dowódcą ROA został gen. Andriej Własow. Od jego nazwiska, żołnierzy tej formacji nazywano potocznie własowcami.

## Historia
Utworzenie Rosyjskiej Armii Wyzwoleńczej wiąże się nierozerwalnie z osobą generała lejtnanta Armii Czerwonej Andrieja Własowa. Podczas ataku III Rzeszy na ZSRR był dowódcą kolejno 4 Korpusu Zmechanizowanego, 37 Armii, 20 Armii, a ostatecznie 2 Armii Uderzeniowej i jednocześnie zastępcą dowódcy Frontu Wołchowskiego. Po rozbiciu jego armii 11 lub 12 lipca 1942 dostał się do niewoli niemieckiej. Podjął kolaborację z Niemcami, wydając 27 grudnia tego roku tzw. Deklarację Smoleńską. Głosiła ona konieczność zbudowania nowej Rosji poprzez obalenie reżimu stalinowskiego. W tym celu miała powstać Rosyjska Armia Wyzwoleńcza podporządkowana komitetowi rosyjskiemu z gen. Andriejem Własowem na czele. Początkowo niemieccy wojskowi popierali jego działania. Pozwolili mu na odbycie dwóch podróży na okupowane obszary ZSRR, gdzie wygłaszał przemówienia propagandowo-agitacyjne, cieszące się dużą popularnością wśród miejscowej ludności.
W kwietniu i maju 1943 niemieckie Naczelne Dowództwo Wojsk Lądowych (OKH) wydało rozkazy wprowadzające odznaki ROA na mundurach żołnierzy wszystkich rosyjskich formacji wojskowych walczących po stronie wojsk niemieckich. Mieli je nosić także Hiwi. Odznaka mogła być noszona na lewym lub prawym rękawie munduru powyżej łokcia. Miało to służyć wywołaniu wrażenia masowości ROA, gdyż na stronę Niemców przeszło kilkaset tysięcy obywateli ZSRR. Ocenia się, że naszywki ROA mogło nosić nawet 800 tys. Rosjan i przedstawicieli innych narodowości (głównie Kozaków, ale też Ukraińców, czy przedstawicieli narodów Azji Środkowej) w służbie armii niemieckiej. OKH wprowadziło również stopnie wojskowe ROA. W rzeczywistości jednostki wojskowe ROA nigdy nie powstały, zaś sama formacja miała charakter głównie propagandowy. Wynikało to ze zdecydowanego sprzeciwu Adolfa Hitlera, który nie wierzył w lojalność rosyjskich żołnierzy i Własow, na jego rozkaz został zamknięty w lipcu 1943 w areszcie domowym. Z powodu braku zaufania reżimu III Rzeszy do ROA, jej oddziały nigdy nie zostały odpowiednio wyposażone i wykorzystane w wojnie. Jedynym wyjątkiem był gwardyjski batalion ROA, formowany od maja 1943 we Wrocławiu, a następnie przeniesiony pod Psków. 
W ramach ROA funkcjonowała ponadto szkoła propagandystów ROA w Dabendorfie pod Berlinem. Szkoliła ona oficerów propagandowych, przydzielanych następnie do sztabów niemieckich jednostek wojskowych. Wiosną 1944 powstała filia szkoły w Rydze. W ramach ośrodka w Dabendorfie istniały też redakcje pism ROA „Заря” (Zorja) i „Доброволец” (Dobrowoliec), przeznaczonych dla jeńców wojennych z Armii Czerwonej, robotników i osób cywilnych pochodzących z ZSRR. W kwietniu 1943 w szkole odbyła się 1 Antybolszewicka Konferencja Jeńców Dowódców i Żołnierzy Armii Czerwonej, którzy wstąpili w Szeregi Rosyjskiego Ruchu Wyzwoleńczego.
Od połowy 1943 w Berlinie istniała kancelaria generała Własowa, pełniąca jednocześnie funkcję Kwatery Głównej, której komendantem został mjr M. Kaługin, zaś od września tego roku – płk Konstantin Kromiadi. Wszystkie wschodnie formacje zbrojne, których żołnierze nosili naszywki ROA, faktycznie podlegały Generałowi Formacji Wschodnich gen. Ernstowi Köstringowi, zaś wpływ generała Własowa był zerowy. Generałowi Własowowi udało się w końcu doprowadzić do utworzenia własnych sił zbrojnych dopiero pod koniec 1944 w formie Sił Zbrojnych Komitetu Wyzwolenia Narodów Rosji. Pomimo tego nazwa Rosyjska Armia Wyzwoleńcza nadal funkcjonowała. Przykładowo w ramach Sił Zbrojnych KONR działała szkoła oficerska ROA, zaś żołnierze nosili stopnie wojskowe ROA (np. generał ROA). Do wysokich oficerów ROA, a następnie Sił Zbrojnych KONR należeli m.in. gen. Fiodor Truchin, gen. Iwan Błagowieszczenski, płk Grigorij Zwieriew, płk Siergiej Buniaczenko, płk Michaił Mieandrow.
Jako pierwsza dywizja Sił Zbrojnych Komitetu Wyzwolenia Narodów Rosji została sformowana w listopadzie 1944 600 Dywizja Piechoty (1 Dywizja Piechoty Sił Zbrojnych Komitetu Wyzwolenia Narodów Rosji), która wzięła udział w walkach na froncie wschodnim. Drugim związkiem taktycznym Sił Zbrojnych Komitetu Wyzwolenia Narodów Rosji stała się 650 Dywizja Piechoty (2 Dywizja Piechoty Sił Zbrojnych Komitetu Wyzwolenia Narodów Rosji), lecz dopiero w marcu 1945 rozpoczęło się jej formowanie i szkolenie.

## Własowcy a RONA
We wspomnieniach, publikacjach prasowych i języku potocznym nazwa „własowcy” stosowana jest często błędnie odniesieniu do innych kolaboracyjnych formacji wschodnioeuropejskich, głównie rosyjskich, ale także ukraińskich i białoruskich, szczególnie do Rosyjskiej Wyzwoleńczej Armii Ludowej z powodu bardzo podobnej nazwy: ROA → RONA. Błąd taki powtarza się szczególnie często w relacjach świadków z okresu powstania warszawskiego.
Żołnierze noszący naszywki ROA, lecz podlegający bezpośrednio rozkazom niemieckim, szczególnie groźni byli w działaniach skierowanych przeciw partyzantom. Odznaczali się okrucieństwem, dopuszczając się mordów, gwałtów i grabieży. W odpowiedzi na ich postępowanie mjr Antoni Wiktorowski dowodzący oddziałem Armii Krajowej (2 Pułk Piechoty Legionów Armii Krajowej) rozkazał rozstrzelać własowców wziętych do niewoli pod Radoszycami. 
Niektóre źródła przypisują własowcom dokonanie rzezi we wsi Lipno 4 sierpnia 1944, w które zamordowano 17 osób i zniszczono zabudowania. Inne za sprawców podają „melnikowców” – odłam Organizacji Ukraińskich Nacjonalistów.

## Stopnie wojskowe
- – żołnierz (ros. Солдат, niem. Soldat)
- – gefrajter (ros. Ефрейтор, niem. Gefreiter)
- – podoficer (ros. Унтер-офицер, niem. Unteroffizier)
- – feldfebel (ros. Фельдфебель, niem. Feldfebel)
- – podporucznik (ros. Подпоручик, niem. Leutnant)
- – porucznik (ros. Поручик, niem. Oberlelutnant)
- – kapitan (ros. Капитан, niem. Hauptmann)
- – major (ros. Майор, niem. Major)
- – podpułkownik (ros. Подполковник, niem. Oberstleutnant)
- – pułkownik (ros. Полковник, niem. Oberst)
- – generał-major (rus. Генерал-майор, niem. Generalmajor)
- – generał-lejtnant (ros. Генерал-лейтенант, niem. Generalleutnant)
- – generał (ros. Генерал, niem. General)